# BYD Xia
BYD Xia (кит.: 比亚迪夏) — це гібридний мінівен, який BYD Auto виробляє з 2024 року. Названий на честь династії Ся, першої династії в традиційній китайській історіографії, він є частиною серії Dynasty від BYD, яка продається через дилерські центри Dynasty Network.

## Опис

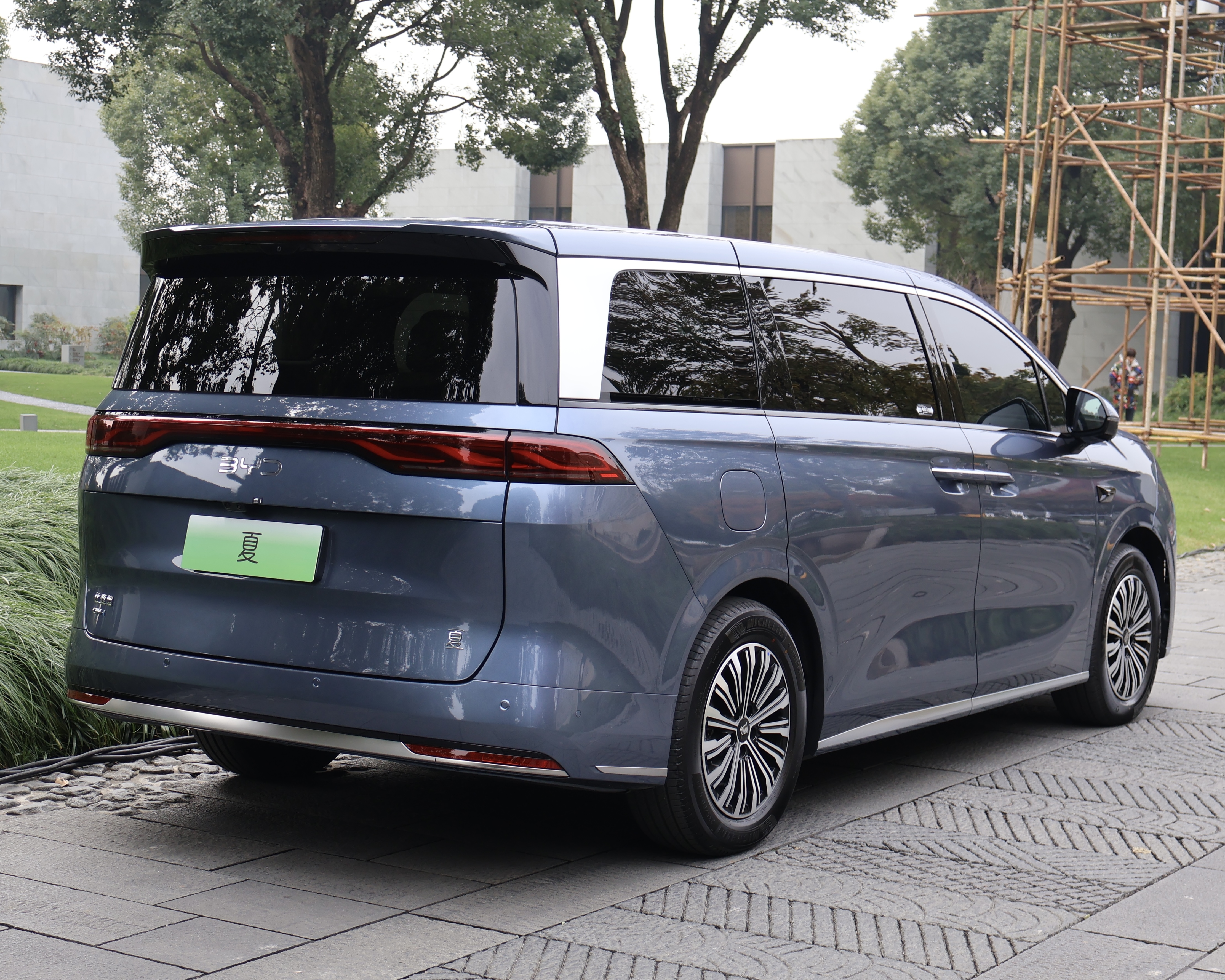

Xia має восьми-, семи-, шести- та чотиримісні версії. Автомобіль оснащений гібридним силовим агрегатом DM п'ятого покоління, що працює від мережі, у поєднанні з 1,5-літровим двигуном з турбонаддувом. Його витрата пального становить 5,3 л/100 км за циклом NEDC, а комбінований запас ходу на повному баку пального та повністю зарядженому акумуляторі становить 1060 кілометрів.  
Xia стандартно постачається з передовою системою допомоги водієві 5R12V DiPilot 100 з LiDAR та системою-на-чіпі Nvidia Orin-X , яка має до 29 датчиків у всьому автомобілі, включаючи керування автомагістралями та швидкісними магістралями, інтелектуальну допомогу при паркуванні, екстрене гальмування та багато інших функцій допомоги водієві. Програмні функції будуть поступово випускатися у лютому 2025 року.
Компанія BYD підтвердила плани продавати Xia на європейських ринках.

### Двигун
- 1,5 л I4 турбо